# Arlövs Mekaniska Verkstad och Waggonfabrik
AB Arlövs Mekaniska Verkstad och Waggonfabrik var en mekanisk verkstad i Arlöv.
Fabriken grundades i Arlöv 1898 av Ludvig Rössel (1863-1906) son till den danske inflyttade smeden Christian Fredrik Frands Rössel, som Ludvig Rössels Mekaniska Verkstads AB. Den blev 1902 Arlöfs Mekaniska Verkstad & Waggonfabrik efter en rekonstruktion, varvid Ludvig Rössel lämnade företaget.
Företaget inriktade sig på produkter för järnvägar, särskilt godsvagnar och personvagnar. Mellan 1907 och 1912 byggdes en mindre serie ångspårvagnar för skånska normalspåriga och smalspåriga privatbanor. Någon exporterades också till den danska Langelandsbanen 1911. Deras ångutrustning inköptes av den franska firman Purrey i Bordeaux.  
Omkring 1918 tillverkades omkring 1 300 järnvägsvagnar per år, bland andra till ett flertal danska privata järnvägar, som Thisted–Fjerritslev Jernbane och Silkeborg–Kjellerup–Rødkærsbro Jernbane. Export skedde också till Belgien.
Företaget köptes 1917 av AB Svenska Järnvägsverkstäderna. Fabriken togs över av Saab-Scanias personbilsdivision 1973.